# Pforzheim Hauptbahnhof
Pforzheim Hauptbahnhof vasútállomás Németországban, Pforzheim városában.

## Forgalom

### Távolsági
| Járat  | Útvonal | Ütem                                                                            |
| ------ | --- | ------------------------------------------------------------------------------- |
| ICE 47 | Dortmund – Essen – Duisburg – Köln – Frankfurt Flughafen – Karlsruhe – Pforzheim – Stuttgart – München | egy vonatpár                                                                    |
| IC 61  | Karlsruhe – Pforzheim – Mühlacker – Vaihingen – Stuttgart – Schorndorf – Schwäbisch Gmünd – Aalen – Ellwangen – Crailsheim – Ansbach – Nürnberg – Bamberg – Lichtenfels – Kronach – Saalfeld – Jena-Göschwitz – Jena Paradies – Naumburg – Weißenfels – Lipcse | kétóránként Karlsruhe és Nürnberg között, bizonyos vonatok Lipcséig közlekednek |

## Vasútvonalak
Az állomást az alábbi vasútvonalak érintik:
- Karlsruhe–Mühlacker-vasútvonal (km 26,3) (KBS 770 / 710.5)
- Pforzheim–Bad Wildbad-vasútvonal (km −2,9) (KBS 710.6)
- Pforzheim–Horb-vasútvonal (km 0,0) (KBS 774)

## Kapcsolódó állomások
A vasútállomáshoz az alábbi állomások vannak a legközelebb:
- Karlsruhe Hauptbahnhof
- Mühlacker vasútállomás (Stuttgart Hauptbahnhof, IRE 1 (Baden-Württemberg))
- Pforzheim Maihälden (Tübingen Hauptbahnhof, RB 74 (BW))
- Pforzheim Maihälden (Hochdorf (b Horb) station, Nagoldtalbahn)
- Pforzheim Maihälden (Bad Wildbad Kurpark, S 6)
- Eutingen (Baden) station (Mühlacker vasútállomás, Karlsruhe–Mühlacker-vasútvonal)
- Karlsruhe-Durlach (Karlsruhe Hauptbahnhof, IRE 1 (Baden-Württemberg))
- Wilferdingen-Singen (Karlsruhe Hauptbahnhof, IRE 1 (Baden-Württemberg))
- Ispringen (Wörth (Rhein) Badepark, S 5)